# Hugh MacLennan
John Hugh MacLennan (* 20. März 1907 in Glace Bay, Nova Scotia; † 9. November 1990 in Montréal) war ein kanadischer Schriftsteller, Essayist und Englischprofessor an der McGill University. Sein Werk wurde mit fünf Governor General’s Awards ausgezeichnet. MacLennan gilt als der erste bedeutende anglophone Schriftsteller, der Kanadas „Nationalcharakter“ darstellte.

## Leben und Schaffen
MacLennan wurde 1907 in Glace Bay geboren. Dort arbeitete sein Vater, Samuel MacLennan, als Arzt in einem Minenbetrieb. Nachdem die MacLennans 1913 zwecks medizinischer Weiterbildung des Vaters mehrere Monate in London verbracht hatten, zogen sie nach Halifax. Dort besuchte MacLennan ab 1914 die Tower Road School. Als Zehnjähriger überlebte er die Explosion im Hafen von Halifax, bei der am 6. Dezember 1917 mindestens 1946 Personen getötet und mehrere Tausend verletzt wurden.
1924 schloss MacLennan die Halifax County Academy ab. Aufgrund seiner herausragenden Schulleistungen bekam er den Yeoman Prize in Latin and Greek und ein Studienstipendium. Von 1924 bis 1928 studierte er Klassische Altertumswissenschaft an der Dalhousie University in Halifax. Für seinen B.A.-Abschluss erhielt MacLennan die Governor-General’s Gold Medal for Classics sowie ein Rhodes-Stipendium, mit dem er vier Jahre am Oriel College der Oxford University weiterstudieren konnte. Dort begann er Gedichte zu verfassen, die er 1931 erfolglos an Londoner Verlage schickte. Ab 1932 schrieb MacLennan an der Princeton University seine Doktorarbeit.
Während seiner Studienzeit bereiste er Deutschland, Frankreich, Griechenland, Italien und die Schweiz. Auf der Rückfahrt nach Kanada lernte er seine spätere Frau Dorothy Duncan aus Illinois kennen. 1934 beendete MacLennan die Arbeit an seinem ersten Roman So All Their Praises. Dieser wurde von Vail Bailou Press angenommen, doch der Verlag ging vor der Veröffentlichung in Insolvenz, woraufhin MacLennan einen neuen Roman zu schreiben begann. 1935 erhielt er für seine Arbeit Oxyrhynchus: An Economic and Social Study den Doktortitel und wurde Lehrer für Latein und Geschichte am Lower Canada College (nahe Montréal).
Nachdem Dorothy Duncan und John Hugh MacLennan 1936 in Wilmette geheiratet hatten, zogen sie nach Montréal. 1937 traten sie gemeinsam der Co-operative Commonwealth Federation Party bei. Im gleichen Jahr reisten sie durch die Sowjetunion und Skandinavien. 1938 beendete MacLennan die Arbeit an seinem zweiten Roman A Man Should Rejoice und verschickte ihn erfolglos an mehrere Verlage.
Seine Frau Dorothy überzeugte ihn, fortan über Kanada statt über Europa oder die USA zu schreiben: „Niemand wird Kanada verstehen, ehe es keine eigene Literatur entwickelt, und Du bist derjenige, der damit beginnen wird, die kanadischen Romane auf den neuesten Stand zu bringen.“ In seinem dritten Roman Barometer Rising, der 1941 als sein Debüt erschien, verarbeitete er u. a. die Halifax-Explosion, die er 1917 erlebt hatte. Der Roman wurde 1961 wegen Verwendung vulgärer Sprache in der Provinz Manitoba auf den Index gesetzt. Darüber hinaus erhielt MacLennan Briefe, die ihn wegen der außerehelichen Affaire seiner Heldin angriffen.
1945 erschien Two Solitudes. Der im Québec der Jahre 1917 bis 1939 angesiedelte Roman stellt das angespannte Nebeneinander anglophoner und frankophoner Kanadier dar, u. a. im Bezug auf die unterschiedlichen Religionen (Protestanten, Katholiken), die Wehrpflichtkrise von 1917 und die Industrialisierung des ländlichen Québecs. Die allegorischen „zwei Einsamkeiten“ des Buchtitels wurden zum geflügelten Wort für die soziale und kulturelle Isolation von Anglokanadiern und Frankokanadiern aufgrund von unzureichender Kommunikation und Vorurteilen. Der Roman war ein Bestseller in Nordamerika und brachte MacLennan seinen ersten Governor General’s Award for Fiction ein.
MacLennan beendete seine Lehrtätigkeit am Lower Canada College, um hauptberuflich Schriftsteller zu werden. 1948 erhielt er für den Roman The Precipice seinen zweiten Governor General’s Award for Fiction, und 1949 gewann er mit Cross Country seinen ersten Governor General’s Award for Non-Fiction. Die Essaysammlung Cross Country hatte er zusammengestellt, um die Arztkosten für die Behandlung seiner an Krebs erkrankten Frau bezahlen zu können.
1951 wurde MacLennan Berater des National Film Board of Canada. Ab 1951 lehrte er am Department of English der McGill University in Montréal. 1953 wurde er Mitglied der Royal Society of Canada. Nach dem Tod seiner Frau Dorothy Duncan (1957) heiratete er 1959 Aline Walker. Für die Essaysammlung Thirty and Three erhielt er 1954 einen weiteren Governor General’s Award for non-fiction, und der Roman The Watch That Ends the Night brachte ihm 1959 seinen fünften Governor General’s Award ein. 1967 wurde MacLennan für seine literarischen Verdienste zum Companion of the Order of Canada (CC) ernannt.
1980 beendete MacLennan seine Lehrtätigkeit an der McGill University; im selben Jahr veröffentlichte er seinen siebten und letzten Roman Voices in Time. 1983 wurde MacLennan zum Vorsitzenden der kanadischen P.E.N.-Sektion gewählt. 1984 erhielt er den mit 100.000 CAD dotierten Royal Bank Award. 1987 verlieh ihm die Association of Princeton Graduate Alumni der Princeton University die James Madison Medal.
MacLennan verstarb am 9. November 1990 in seinem Haus in Montréal. In seinem Andenken vergibt die Quebec Writers’ Federation seit 1991 den Hugh MacLennan Prize for Fiction.

## Die „zwei Einsamkeiten“
„Er sah die ganze Wahrheit: … Sie bedeutete, dass unter den Engländern kein Frankokanadier irgendetwas werden konnte. Entweder hast du die Engländer in jeder Hinsicht nachgemacht, oder sie nahmen dich überhaupt nicht zur Kenntnis… Die Engländer nahmen sich alles, was ihnen gefiel. Ihnen gehörte Big Business. Ihnen gehörten die Armee, die Eisenbahnen, die Banken; ihnen gehörte alles.“

## Trivia
Als Student war MacLennan ein erfolgreicher Tennisspieler. 1928 gewann er die Meisterschaft von Halifax und Nova Scotia im Herrendoppel, 1929 die Maritimes Meisterschaft im Herreneinzel und 1930 die Oxford University Meisterschaft im Herreneinzel.
Sowohl die spätere Schriftstellerin Marian Engel als auch Robert Kroetsch und Leonard Cohen waren MacLennans Studenten an der McGill University.

## Ehrungen (Auswahl)
- 1945 Governor General’s Award for Fiction für Two Solitudes
- 1948 Governor General’s Award for Fiction für The Precipice
- 1949 Governor General’s Award for non-fiction für Cross Country
- 1952 Lorne Pierce Medal für Literatur der Royal Society of Canada[17]
- 1954 Governor General’s Award for non-fiction für Thirty and Three
- 1959 Governor General’s Award for Fiction für The Watch That Ends the Night
- 1966 Molson Prize[4]
- 1967 Companion of the Order of Canada (CC)
- 1984 Royal Bank Award
- 1985 Knight of the National Order of Quebec (CQ)[18]
- 1987 James Madison Medal

## Werke (Auswahl)
Romane
- Man should rejoice, a critical Edition by Hugh MacLennan ; edited and with an introduction by Colin Hill, Ottawa : University of Ottawa Press, April 2019, ISBN 978-0-7766-2799-1
- Barometer Rising. Duell, Sloan and Pearce, New York 1941
  - Übers. Jutta Knust, Theodor Knust: Rückkehr zu Penelope. Goverts, Stuttgart 1963; sowie div. Buchclubs
- Two Solitudes. Duell, Sloan and Pearce, New York 1945[19]
- The Precipice. Duell, Sloan and Pearce, New York 1948
- Each Man’s Son. Little, Brown, 1951
- The Watch That Ends the Night. Scribner, New York 1959
  - Übers. Maria Wolff: Die Nacht der Versöhnung. Goverts, 1961; Buchclub Ex Libris, Zürich 1964; Buchgemeinschaft Donauland, Wien 1964
- The Return of the Sphinx. Scribner, New York 1967
  - Übers. Inge Wiskott: Unruhiger Sommer. Roman. Goverts, 1968; sowie div. Buchclubs
- Voices in Time. Macmillan, Toronto 1980

Sachbücher
- Oxyrhynchus: An Economic and Social Study. (Dissertation) Princeton: Princeton University Press, 1935.
- Cross Country. Toronto: Collins, 1949
- Thirty and Three. Toronto: Macmillan, 1954; hrsg. von Dorothy Duncan
- The Future of the Novel as an Art Form. Toronto: University of Toronto Press, 1959
- Scotchman’s Return and Other Essays. Toronto: Macmillan, 1960
- Seven Rivers of Canada. New York: Scribner, 1961
- The Other Side of Hugh MacLennan: selected essays old and new. Toronto: Macmillan of Canada, 1978; Hg. Elspeth Cameron.
- On Being a Maritime Writer. Sackville (New Brunswick): Mount Allison University, 1984

### Verfilmungen
- Roger Blais, Each Man’s Son (1954)
- Lionel Chetwynd, Two Solitudes (1978)

## Dokumentarfilme
- Robert A. Duncan, Hugh MacLennan: Portrait of a Writer (1982).
- Robert A. Duncan, View from the Typewriter (1983).
- Robert A. Duncan, The Canadian Observer: An Introduction to Hugh MacLennan (1985).